# Šmu'el Mikunis
Šmu'el Mikunis (hebrejsky: שמואל מיקוניס, 10. srpna 1903 – 20. května 1982) byl izraelský politik a poslanec Knesetu za strany Maki a Moked.

## Biografie
Narodil se v tehdejší Ruské říši (dnes Ukrajina). V roce 1921 přesídlil do dnešního Izraele. Vystudoval technickou školu v Francii, získal osvědčení pro výkon profese inženýra. Založil divadlo Ohel a v letech 1925–1930 byl jedním z jeho herců. V letech 1933–1945 byl inženýrem v ropné společnosti Shell.

## Politická dráha
Jako student patřil mezi členy Federace sionistických středoškolských studentů. V roce 1939 vstoupil do Komunistické strany Palestiny. Byl tajemníkem jejího ústředního výboru. Zasedal také v židovském shromáždění Asifat ha-nivcharim, které před vznikem státu fungovalo jako předstupeň parlamentu. Byl také členem Prozatímní státní rady, jež suplovala parlament bezprostředně před prvními volbami do řádného Knesetu. V letech 1947–1974 byl tajemníkem izraelské komunistické strany Maki. Během války za nezávislost v roce 1948 vedl za komunisty jednání s evropskými komunistickými vládami o dodávkách zbraní.
V izraelském parlamentu zasedl poprvé už po volbách v roce 1949, do nichž šel za Maki. Nastoupil do parlamentního výboru pro jednací řád, výboru pro ústavu, právo a spravedlnost a výboru House Committee. Za Maki obhájil mandát ve volbách v roce 1951. Zasedl se výboru pro záležitosti vnitra a výboru pro ekonomické záležitosti. Za stranu Maki byl rovněž zvolen ve volbách v roce 1955 a ve volbách v roce 1959, po nichž usedl do výboru pro ekonomické záležitosti. Za komunisty uspěl i ve volbách v roce 1961. Zasedl ve výboru pro ekonomické záležitosti a výboru pro vzdělávání a kulturu. V roce 1965 došlo ve straně Maki k rozkolu a odštěpila se od ní nová, radikálnější komunistická strana Rakach. Mikunis zůstal v původní straně Maki a byl za ní opětovně ve volbách v roce 1965 zvolen do Knesetu. Zasedl ve výboru práce. Do parlamentu se dostal i po volbách v roce 1969, opět za Maki. Mandát ovšem získal až dodatečně, v březnu 1972, jako náhradník poté co zemřel poslanec Moše Sne. V průběhu volebního období opustil stranu Maki a přešel do formace Moked.